# Mesotanais vadicola
Mesotanais vadicola is een naaldkreeftjessoort uit de familie van de Leptocheliidae. De wetenschappelijke naam van de soort is voor het eerst geldig gepubliceerd in 1989 door Sieg & Heard.